# Featheroides
Genre
Featheroides est un genre d'araignées aranéomorphes de la famille des Salticidae.

## Distribution
Les espèces de ce genre sont endémiques de Chine. Elles se rencontrent au Yunnan et au Hunan.

## Liste des espèces
Selon World Spider Catalog (version 20.0, 24/05/2019) :
- Featheroides typica Peng, Yin, Xie & Kim, 1994
- Featheroides yunnanensis Peng, Yin, Xie & Kim, 1994

## Publication originale
- Peng, Yin, Xie & Kim, 1994 : A new genus and two new species of the family Salticidae (Arachnida; Araneae) from China. Korean Arachnology, vol. 10, no 1/2, p. 1-5.